# Jim Stuckey
(en) Statistiques sur pro-football-reference
James Stuckey (né le 21 juin 1958 à Cayce dans la Caroline du Sud) est un joueur américain de football américain évoluant au poste de defensive tackle.

## Carrière

### Universitaire
Stuckey intègre l'université de Clemson et par la même occasion l'équipe de l'université. Ses performances en NCAA lui permettent d'être sélectionné au premier tour du Draft de la NFL de 1980 par les 49ers de San Francisco.

### Professionnel

#### 49ers
Lors de cette première saison, Jim s'intègre à l'équipe disputant tous les matchs (la moitié en tant que titulaire) de la saison régulière et réalisant un safety. La saison suivante, il fait un fumble recovered du quarterback des Dallas Cowboys Danny White lors de la finale de conférence NFC que remportent les 49ers. Stuckey remporte le Super Bowl XVI. Les 49ers ne réussissent pas à conserver leur titre lors de la saison 1982. Après cette saison, Stuckey ne devient plus joueur de l'équipe-type, n'étant titulaire que rarement ; en tout cas, il ajoute un second Super Bowl lors de la saison 1984 et met un point d'honneur à sa carrière.

#### Jets
Après une saison 1985 moyenne, Jim est transféré chez les Jets peu après le début de la saison 1986 mais il ne retrouve pas du temps de jeu, mettant fin à sa carrière dès la saison effectuée.

## Publicité
Stuckey est un des visages du programme Nutrisystem qui lui a permis de perdre du poids.